# Spy
『spy』（スパイ）は、[Champagne]の通算4枚目のシングル。

## 概要
- 2011年12月14日にRX-RECORDSから発売された。
- 4thシングル。

## 収録曲
1. spy 作詞：川上洋平 作曲：川上洋平
川上が大学卒業直前に書いた曲。
川上曰く、「spyというのはこの歌では「垣間見る」という意味で使ってる。」
さらに、「この歌の歌詞にある様に「我が人生に悔いはない」という台詞を死ぬ間際に言う事が目標だ。」とも語っている。
2. Dance With the Alien 作詞：川上洋平 作曲：川上洋平、磯部寛之
初めて磯部が作曲した曲。
ベースラインがかなり特徴的なものになっている。